# 559
Раннє Середньовіччя. Триває чума Юстиніана. У Східній Римській імперії править Юстиніан I. Візантійська імперія повернула собі значну частину володінь колишньої Римської імперії. Франкське королівство об'єдналося під правлінням Хлотара I. Іберію займає Вестготське королівство, у Тисо-Дунайській низовині лежить Королівство гепідів. В Англії розпочався період гептархії.
У Китаї період Північних та Південних династій. На півдні править династія Чень, на півночі — Північна Чжоу та Північна Ці. Індія роздроблена. В Японії триває період Ямато. У Персії править династія Сассанідів. Степову зону Азії та Східної Європи контролює Тюркський каганат.
На території лісостепової України в VI столітті виділяють пеньківську й празьку археологічні культури. VI століття стало початком швидкого розселення слов'ян. У Північному Причорномор'ї співіснують різні кочові племена, зокрема гуни, сармати, булгари, алани, авари.

## Події
- Кутригури на чолі з Заберханом перейшли через скований кригою Дунай і вторглися на Балкани. Біля стін Константинополя їм дав відсіч візантійський полководець Велізарій.
- Свеви у північно-західній Іспанії перейшли від аріанства до католицизму[1].

## Виноски
1. ↑  António Henrique R. de Oliveira Marques, Mário Soares, Jean-Michel Massa, Marie-Hélène Baudrillart, Histoire du Portugal et de son empire colonial, KARTHALA Editions, 1998 (ISBN 2-86537-844-6)